# Servilius Nonianus
Marcus Servilius Nonianus († 59 n. Chr.) war ein römischer Geschichtsschreiber.
Über das Leben des Servilius Nonianus ist nur sehr wenig bekannt. Sein Vater Marcus Servilius war Konsul im Jahr 3 n. Chr. Er selbst bekleidete im Jahre 35 das Konsulat. Während der Regierungszeit des Kaisers Claudius amtierte er als Prokonsul von Africa, Ursula Vogel-Weidemann hat diese Statthalterschaft auf das Amtsjahr 46/47 datiert. Tacitus beschied dem im Jahr 59 gestorbenen Servilius Nonianus große Beredsamkeit und einen guten Charakter. Servilius Nonianus Ehefrau war Considia. Deren Tochter Servilia Considia war mit dem Senator Quintus Marcius Barea Soranus verheiratet.
Servilius Nonianus verfasste ein Werk über die Geschichte Roms, das aber nicht erhalten und dessen Titel nicht bekannt ist. Nach Tacitus und Quintilian muss es jedoch von Zeitgenossen als ein bedeutendes Werk angesehen worden sein und ist der senatorischen Geschichtsschreibung zuzuordnen. Quintilian erwähnt auch, dass Servilius Nonianus sein Werk öffentlich vortrug. Tacitus hat sehr wahrscheinlich in seinen Annales für die frühe Kaiserzeit neben anderen Darstellungen, so den Historien des Aufidius Bassus, auch auf dieses Werk zurückgegriffen. Welchen Zeitraum Servilius Nonianus behandelte, ist unbekannt. Sehr wahrscheinlich schilderte er aber unter anderem die Regierungszeit des Tiberius.
Die Fragmente sind gesammelt in The Fragments of the Roman Historians (Nr. 79).